# 美国哥伦比亚特区联邦地区法院
美国哥伦比亚特区联邦地区法院 （引用时缩写为 D.D.C.）是美国94个联邦地区法院中唯一位于哥伦比亚特区的。该法院审理后的案件需上诉至美国哥伦比亚特区联邦巡回上诉法院，专利及《塔克法案》相关的案件需上诉至联邦巡回区法院。该法院的司法管辖权覆盖该区全部。